# Nicole D. Peeler
Nicole D. Peeler (* 24. August 1978 in Aurora, Illinois) ist eine amerikanische Schriftstellerin von Urban Fantasy.

## Leben
Am 24. August 1979 in Aurora Illinois geboren, schrieb sie ihr erstes Buch 2009 kurz nach ihrer Doktorarbeit in Englischer Literatur an der Universität Edinburgh. Zuvor hatte sie ihren BA mit Ausrichtung auf Englische Literatur an der Boston University mit Magna Cum Laude im Jahr 2000 erfolgreich bestanden. Ab 2008 war sie dann als Assistenz-Professorin in Englischer Literatur an der Louisiana State University in Shreveport tätig. Zurzeit unterrichtet sie in Pittsburgh an der Seton Hill University.

## Werke

### Jane True Series
Englische Ausgaben
1. Tempest Rising. Orbit Books, London 2009, ISBN 978-0-316-05658-8
2. Tracking the Tempest. Orbit Books, London 2010, ISBN 978-0-316-05657-1
3. Tempest’s Legacy. Orbit Books, London 2011, ISBN 978-0-316-05660-1
4. Eye of the Tempest. Orbit Books, London 2011, ISBN 978-0-356-50050-8
5. Tempest's Fury. Orbit Books, London 2012, ISBN 978-0-356-50051-5
6. Tempest Reborn

Deutsche Ausgaben
1. Nachtstürme. Heyne Verlag, München 2010, ISBN 978-3-453-52776-8
2. Meeresblitzen. Heyne Verlag, München 2011, ISBN 978-3-453-52829-1
3. Sturmtosen. Heyne Verlag, München 2012, ISBN 978-3-453-52877-2